# Elizabeth Chudleigh
Elizabeth Chudleigh (Chelsea, 8 maart 1721 – Seine-Port, 26 augustus 1788) was een Brits edelvrouwe en hofdame die nationale bekendheid verwierf omdat ze veroordeeld werd vanwege bigamie. Ze was door haar huwelijken gravin van Bristol en hertogin van Kingston.

## Biografie
Elizabeth Chudleigh werd geboren als het jongste kind van kolonel Thomas en Henrietta Chudleigh. Haar vader overleed in 1726, waarop zijn vrouw en dochter zich terugtrokken op het Engelse platteland. Met de hulp van William Pulteney kreeg Elizabeth in 1743 een aanstelling aan het hof als hofdame van Augusta van Saksen-Gotha. Na een romance met James Hamilton, de hertog van Hamilton, huwde ze op 4 augustus 1744 met Augustus Hervey. Ze hield het huwelijk geheim, zodat ze haar positie aan het hof kon behouden. Toen Hervey in 1746 terugkeerde uit West-Indië leerde deze dat zijn vrouw niet trouw aan hem was gebleven. Het tweetal verzoende zich met elkaar nadat Hervey aan Chudleigh veel geld had betaald. In 1747 beviel ze van een kind van Hervey, dat al kort na de geboorte stierf. Na de nodige nieuwe strubbelingen verbrak Hervey in 1749 alle banden met haar.

### Processen
Na haar relatie met Hervey kreeg Elizabeth een verhouding met Evelyn Pierrepont, de tweede hertog van Kingston upon Hull. Chudleigh was formeel nog getrouwd met Hervey. Toen hij in 1768 wilde scheiden, om te kunnen hertrouwen, vocht Chudleigh dat aan. Ze beweerde dat hij een valse verklaring afgaf door te zeggen dat ze met elkaar getrouwd waren; de ceremonie was slechts een schrale bedoeling geweest en er was helemaal geen sprake van een huwelijk. In februari 1769 vonniste de rechtbank dat het huwelijk niet plaats had gevonden. Hierop huwde Chudleigh op 8 maart van dat jaar met Pierrepont.

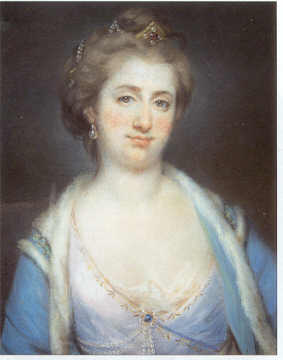
Pastelschilderij van Elizabeth Chudleigh door Francis Cotes

In 1773 overleed haar Pierrepont, hij liet haar al zijn bezittingen na op de voorwaarde dat ze weduwe bleef. De neef van de hertog, Charles Pierrepont, probeerde de erfenis aan te vechten door Chudleigh te beschuldigen van bigamie. In 1776 vond de rechtszaak plaats, omdat haar overleden echtgenoot een hertog was werd ze door diens gelijken berecht in Westminster Hall. Ze verdedigde zichzelf door de schuld bij anderen te leggen, onder meer bij de rechters en ook prinses Augusta. De Engelse Lords geloofden haar niet en alle 119 verklaarden haar schuldig. Chudleigh wist haar straf, waarbij ze een brandmerk op de hand zou krijgen, te ontlopen door het land te ontvluchten. Ze zou nooit meer terugkeren naar Groot-Brittannië.

### Laatste jaren
Chudleigh belandde in Calais, maar nadat ze daar geen succes had vertrok ze per schip naar Sint-Petersburg. Bij haar aankomst werd ze warm verwelkomd door Catharina II van Rusland die voor haar schip en de reparatie daarvan betaalde. In Rusland kocht ze een landhuis dat ze "Chudleigh" noemde en zette daar een wodka-destilleerderij op. Later keerde ze terug naar Frankrijk, waar ze een huis in Montmartre kocht. Ook kocht ze het Kasteel van Saint-Assise van de graaf van Provence. Toen ze een rechtszaak over haar huis in Montmartre verloor barstte Chudleigh uit in een driftbui. Hierbij sprong een bloedvat open en de volgende dag overleed ze. Ze werd begraven in Pierrepont, de voorouderlijke plaats waar de hertogen van Kingston oorspronkelijk vandaan kwamen.

## In populaire cultuur
Chudleigh komt als personage voor in het boek The Age of Scandal van T.H. White en in I, Libertine van Theodore Sturgeon.
- Biblioteca Nacional de España: XX5432446
- Bibliothèque nationale de France: cb14641039v (data)
- Gemeinsame Normdatei: 120938014
- International Standard Name Identifier: 0000 0000 6319 2143
- Library of Congress Control Number: no90006208
- Nationale Bibliotheek van Tsjechië: jx20090406002
- Nederlandse Thesaurus van Auteursnamen: 315482443
- SNAC: w6r21kq5
- Système universitaire de documentation: 16496990X
- Trove: 1308264
- Virtual International Authority File: 54991495
- WorldCat: E39PBJyrWkkV8pBVvyfTbf3bBP